# انوسیبه (ناحیه)
انوسیبه (به لاتین: Anosibe-An'ala) یک منطقهٔ مسکونی در ماداگاسکار است که در آلائوترا-مانگورو واقع شده‌است.